# شتورم تايجر

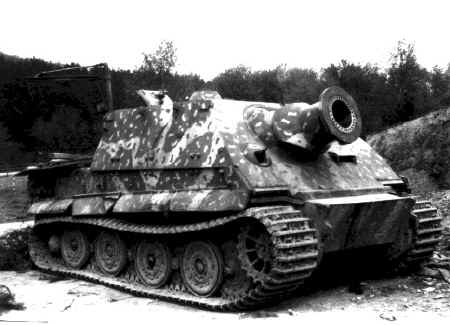

شتورم تايجر هو مدفع ألماني هجومي أو مدفع اقتحام ذاتي الحركة بنى خلال الحرب العالمية الثانية بني على هيكل دبابة تايجر l. تم تسليح المدفع بقاذف صواريخ بحرى كبير. كانت مهمته الأولى والاساسية تقديم الدعم الناري الكبير للمشاة اثناء القتال في الاماكن الحضارية مثل المدن. قامت شركة كورب في سبتمبر 1943 بوضع الخطط في مصانعها لتصنيع الهيكل المدرع الخارجى للمدفع ثم تم إرسال الهيكل إلى مصانع هينشل لتركيب الشاسيه ثم تم ارساله مرة أخرى إلى مصانع الكتل لتركيب القطع وتجميعها في أكتوبر 1943 كانت النسخة الأولى جاهزة وقدمت للعرض على هتلر واكتمل بناء ثلاثة مدافع في 20 فبراير 1944.